# Episodi di Fargo (quinta stagione)
La quinta stagione della serie televisiva Fargo, composta da dieci episodi, è stata trasmessa in prima visione assoluta negli Stati Uniti dal canale FX dal 21 novembre 2023 al 16 gennaio 2024.
In Italia la stagione è andata in onda in prima visione sul canale satellitare Sky Atlantic dal 22 novembre 2023 al 17 gennaio 2024.
Il cast principale di questa stagione è composto da Juno Temple, Jennifer Jason Leigh, David Rysdahl, Joe Keery, Lamorne Morris, Richa Moorjani, Sam Spruell, Sienna King, Dave Foley e Jon Hamm.
| n° | Titolo originale                         | Titolo italiano                           | Prima TV USA     | Prima TV Italia  |
| -- | ---------------------------------------- | ----------------------------------------- | ---------------- | ---------------- |
| 1  | The Tragedy of the Commons               | La tragedia dei beni comuni               | 21 novembre 2023 | 22 novembre 2023 |
| 2  | Trials and Tribulations                  | Prove e tribolazioni                      | 21 novembre 2023 | 22 novembre 2023 |
| 3  | The Paradox of Intermediate Transactions | Il paradosso delle transazioni intermedie | 28 novembre 2023 | 29 novembre 2023 |
| 4  | Insolubilia                              | Insolubilia                               | 5 dicembre 2023  | 6 dicembre 2023  |
| 5  | The Tiger                                | La tigre                                  | 12 dicembre 2023 | 13 dicembre 2023 |
| 6  | The Tender Trap                          | La tenera trappola                        | 19 dicembre 2023 | 20 dicembre 2023 |
| 7  | Linda                                    | Linda                                     | 26 dicembre 2023 | 27 dicembre 2023 |
| 8  | Blanket                                  | La coperta                                | 2 gennaio 2024   | 3 gennaio 2024   |
| 9  | The Useless Hand                         | La mano inutile                           | 9 gennaio 2024   | 10 gennaio 2024  |
| 10 | Bisquik                                  | Bisquik                                   | 16 gennaio 2024  | 17 gennaio 2024  |

## La tragedia dei beni comuni
- Titolo originale: The Tragedy of the Commons
- Diretto da: Noah Hawley
- Scritto da: Noah Hawley

### Trama
Nel 2019, la casalinga di Scandia Dorothy "Dot" Lyon viene arrestata dalla vice sceriffo Indira Olmstead quando, per errore, colpisce con un taser un agente durante una sommossa alla riunione del consiglio scolastico di sua figlia, Scotty. Dopo essere stata scarcerata dal marito Wayne, viene rapita dai criminali Ole Munch e Donald Ireland dopo una lunga lotta che si conclude con tutti e tre feriti. La madre benestante di Wayne, Lorraine, che gestisce un'agenzia di recupero crediti, accetta di pagare un eventuale riscatto. Mentre guidano Dot nel Nord Dakota, Munch e Ireland vengono fermati dalla polizia stradale. Dot fugge e Munch uccide un agente, mentre il suo compagno ferito, Witt Farr, si nasconde nella stessa stazione di servizio dove si trova Dot. Lei prepara trappole nel negozio, uccide Ireland e ferisce Munch, che scappa mentre lei cura la ferita di Witt. Dot fugge prima che Witt possa scoprire il suo nome e torna a casa, sostenendo di fronte a un perplesso Wayne di non essere stata rapita, nonostante le prove del contrario.
- Guest star: Lukas Gage (Lars Olmstead), Kudjo Fiakpui (Jerome), James Madge (Mick Thigpen), Jan Bos (Wink), Devon Bostick (Donald Ireland), Rebecca Liddiard (Karen Tillman), Conrad Coates (Bowman), Sally Bishop, Erik Ermantrout (Pace), Stephen Joffe (Lemley).
- Ascolti USA: telespettatori 566 000 – rating 18-49 anni 0,12%[3]

## Prove e tribolazioni
- Titolo originale: Trials and Tribulations
- Diretto da: Noah Hawley
- Scritto da: Noah Hawley

### Trama
Roy Tillman, mandante di Munch e sceriffo della contea di Stark, spiega che Dot è sua moglie. Quando Munch chiede il triplo del pagamento per non essere stato informato delle sue abilità, il figlio (e vice sceriffo) di Roy, Gator, cerca di ucciderlo. Tuttavia, Munch uccide invece due uomini di Roy e scappa. Gli agenti dell'FBI Joaquin e Meyer spingono Tillman ad applicare le leggi locali nonostante la sua avversione per esse. Gator visita Witt, in fase di recupero, per cercare informazioni su Dot, incrociando Indira che fa lo stesso e cancella una foto di Dot dal suo telefono per evitare che Witt la identifichi. Convinta che Dot abbia finto il rapimento per estorcere denaro, Lorraine cerca di pagarla per lasciare Wayne e minaccia azioni legali quando lei rifiuta. Con l'aiuto di Scotty, Dot mette in casa una serie di trappole per scoraggiare i malviventi, spiegando a Wayne che è un "sistema di sicurezza". Quando Gator e il vice sceriffo si fermano alla stessa stazione di servizio precedentemente colpita, Munch uccide il vice sceriffo e appunta una nota scritta col sangue sul petto dell'uomo con un coltello da caccia, richiedendo il pagamento.
- Guest star: Jessica Pohly (Agente Meyer), Nick Gomez (Agente Joaquin), Kudjo Fiakpui (Jerome), Conrad Coates (Bowman), Erik Ermantrout (Pace), Stephen Joffe (Lemley), Scott Pocha (vice sceriffo Nugent), Sean Depner (Josh Hunk), Kelsey Falconer (Lenore Hunk).
- Ascolti USA: telespettatori 311 000 – rating 18-49 anni 0,08%[3]

## Il paradosso delle transazioni intermedie
- Titolo originale: The Paradox of Intermediate Transactions
- Diretto da: Donald Murphy
- Scritto da: Noah Hawley

### Trama
Roy ordina a Gator di nascondere la morte del vicesceriffo come un incidente e di cercare indizi su dove si trovi Munch. Dot fa progetti per Halloween, scambiando i segnali stradali del quartiere e disegnando "killer di zombi"; costumi per lei e Scotty con armi e giubbotti antiproiettile. Una donna anziana scopre che Munch vive a casa sua, ma appare indifferente e gli permette di restare. Un flashback nel Galles di 500 anni fa mostra un funerale in cui un uomo, forse un'incarnazione di Munch, viene pagato per consumare un pasto che rappresenta i peccati del morto. Dot e Wayne tentano di acquistare armi, ma i loro piani vengono sventati da un periodo di attesa obbligatorio di una settimana. Witt affronta Gator alla stazione di polizia dopo aver visto Gator rubare prove relative a Ireland. Roy fornisce a Gator un piano per rapire Dot quella notte di Halloween, quando tutti indossano maschere e possono agire senza attirare l'attenzione. Munch esegue un rituale in un capannone nella fattoria di Roy, coprendosi di sangue di capra e cantando in latino. Dopo dolcetto o scherzetto, Dot nota un furgone sospetto fuori casa sua, gli occupanti indossano maschere. Munch, grondante sangue, entra nella casa di Roy dove dormono l'attuale moglie di Roy e le sue due giovani figlie.
- Guest star: Rebecca Liddiard (Karen Tillman), Brendan Fletcher (commesso di Gun World), Clare Coulter (Irma), Sally Bishop, Erik Ermantrout (Pace), Stephen Joffe (Lemley).
- Ascolti USA: telespettatori 494 000 – rating 18-49 anni 0,08%[4]

## Insolubilia
- Titolo originale: Insolubilia
- Diretto da: Donald Murphy
- Scritto da: Noah Hawley

### Trama
Mentre Gator e la sua squadra invadono la casa dei Lyon, Dot riconosce Gator. Riesce a respingere gli assalitori, ma nel frattempo Wayne viene ferito da una delle sue trappole, che dà fuoco alla stanza. La sua famiglia e la squadra di Gator riescono a scappare prima che arrivino i vigili del fuoco. Roy si avvicina a casa sua e scopre che il vice guardiano è stato ucciso. Segue le orme di Munch fino alla camera da letto delle sue figlie, trovando le bambine  intatte, ma scoprendo che un simbolo arcano è stato disegnato sul muro con il sangue. Con Wayne in convalescenza in ospedale, Witt e Indira si presentano per interrogare Dot, ma vengono respinti dall'avvocato di Lorraine, Denmark Graves. Gli agenti dell'FBI Joaquin e Meyer sospettano che Roy abbia fornito armi alla milizia, ma il loro capo si rifiuta di sostenere le indagini. Roy visita la casa di una coppia di cui si era precedentemente occupato per violenza domestica da parte del marito e nota altri lividi sul braccio della moglie. Roy insulta il marito e lo incita a estrarre una pistola, ma Roy gli spara prima con la sua stessa pistola e lo uccide. Roy racconta a Gator il suo nuovo piano: incastrare il marito morto per i crimini di Munch alla stazione di servizio, così la polizia smetterà di indagare.
- Guest star: Jessica Pohly (Agente Meyer), Nick Gomez (Agente Joaquin), Kudjo Fiakpui (Jerome), Clare Coulter (Irma), Steven McCarthy (Jordan Seymore), Conrad Coates (Bowman), Sally Bishop, Erik Ermantrout (Pace), Stephen Joffe (Lemley).
- Ascolti USA: telespettatori 424 000 – rating 18-49 anni 0,07%[5]

## La tigre
- Titolo originale: The Tiger
- Diretto da: Dana Gonzales
- Scritto da: Noah Hawley

### Trama
Dot e Scotty soggiornano temporaneamente nella casa fortificata di Lorraine. Lorraine e Graves fanno ricoverare Dot contro la sua volontà, ma lei si libera, allertando il personale dell'ospedale. Roy fa visita a Lorraine chiedendo di Dot, ma Lorraine lo respinge, offrendosi di aiutarlo a finanziare la sua campagna per essere rieletto sceriffo per tenerlo lontano. Mentre Roy se ne va, Indira arriva al complesso di Lorraine per informarla che Dot è scappata; Roy, sentendo questo, ordina ai suoi scagnozzi di rapire invece Wayne. Dot, indossando abiti da infermiera, sfugge per un pelo agli uomini di Roy all'ospedale e sente che sono lì per Wayne. Nasconde Wayne in convalescenza nel bagno della sua camera mentre induce gli uomini a rapire un altro paziente. Joaquin e Meyer arrivano all'ospedale per interrogare Dot, ma lei sfugge anche a loro, tornando di nascosto al complesso di Lorraine per recuperare Scotty, che in seguito porta a casa di Indira. Dot ammette a Indira che il suo ex marito la sta cercando e chiede all'agente di prendersi cura di Scotty per alcuni giorni mentre lei si occupa di altre faccende.
- Guest star: Lukas Gage (Lars Olmstead), Andrew Wheeler (Vivian Dugger), Steven McCarthy (Jordan Seymore), Jessica Pohly (Agente Meyer), Nick Gomez (Agente Joaquin), Kudjo Fiakpui (Jerome), Conrad Coates (Bowman).
- Ascolti USA: telespettatori 451 000 – rating 18-49 anni 0,07%[6]

## La tenera trappola
- Titolo originale: The Tender Trap
- Diretto da: Dana Gonzales
- Scritto da: Noah Hawley e Bob DeLaurentis

### Trama
Roy affronta Dugger fuori da uno strip club, imponendogli di non vendere la sua banca a Lorraine. Di ritorno al ranch, gli uomini di Gator torturano il malato di cancro che avevano rapito per errore all'ospedale, ma Roy si rende conto che hanno preso l'uomo sbagliato e lo uccide. Gli agenti dell'FBI interrogano Wayne all'ospedale senza alcun risultato. Successivamente incontrano Indira e le raccontano il loro piano di usare Dot per scoprire le attività illegali di Roy. Roy decide di ripagare Munch; Gator installa un dispositivo di localizzazione sull'auto di Munch prima che quest'ultimo se ne vada. Quando Indira scopre che Lars, suo marito, ha lasciato Scotty da sola, la riporta a casa di Lorraine e le dà un file che descrive in dettaglio gli abusi di Dorothy da parte di Roy. Lorraine offre a Indira un lavoro come responsabile della sua squadra di sicurezza insieme a un rimedio al suo debito crescente. Lorraine denuncia al governo l'appropriazione indebita dei fondi della sua banca da parte di Dugger, rovinandolo di fatto. Alla fine esamina il file che Indira le aveva dato e scopre quanto gravemente Dot abbia subito abusi da parte di Roy.
- Guest star: Lukas Gage (Lars Olmstead), Andrew Wheeler (Vivian Dugger), Steven McCarthy (Jordan Seymore), Rebecca Liddiard (Karen Tillman), Jan Bos (Wink), Conrad Coates (Bowman), Jessica Pohly (Agente Meyer), Nick Gomez (Agente Joaquin), Kudjo Fiakpui (Jerome).
- Ascolti USA: telespettatori 457 000 – rating 18-49 anni 0,07%[7]

## Linda
- Titolo originale: Linda
- Diretto da: Sylvain White
- Scritto da: Noah Hawley e April Shih

### Trama
Il figlio di Irma scopre Munch a casa sua e gli chiede di pagare l'affitto; Munch lo paga in contanti, solo per ucciderlo pochi istanti dopo, dopo averlo visto maltrattare sua madre. Gator segue il localizzatore sull'auto di Munch fino alla casa di Irma e mira alla sua sagoma attraverso una finestra, ignaro che è il cadavere del figlio di Irma su una sedia a dondolo. Gator, poi, trova i soldi del pagamento di Munch nella sua macchina e li ruba; Irma lo affronta, ma lui la spinge, facendola cadere e sbattere mortalmente la testa. Gator fugge prima che Munch scopra il corpo. Dot, nel frattempo, guida per una lunga distanza e si ferma in un ristorante lungo la strada. In seguito recupera una cartolina sepolta in un campo con l'immagine di un luogo chiamato "Camp Utopia", che risulta essere un rifugio per donne gestito dalla prima moglie di Roy e madre di Gator, Linda. Dot incolpa Linda per averla attirata nelle grinfie di Roy in modo che potesse fuggire, ma le chiede di testimoniare a nome dei crimini di Roy. Linda è d'accordo, ma prima chiede a Dot di raccontare la sua storia personale al campo usando le marionette, spiegando come è stata accolta dalla famiglia Tillman all'età di 15 anni e come ha subito abusi da parte di Roy. Dot alla fine si sveglia alla tavola calda, rendendosi conto che l'intera esperienza di Camp Utopia era un sogno. Se ne va, ma perde i sensi dopo essere stata travolta da un'auto che slitta sulla strada ghiacciata. Si sveglia in ospedale solo per trovare Roy nella sua stanza.
- Guest star: Kari Matchett (Linda), Queeny Kuffour (Lynda), Sorika Wolf (Lindo), Clare Coulter (Irma), Laurent Pitre (Kevin).
- Ascolti USA: telespettatori 576 000 – rating 18-49 anni 0,08%[8]

## La coperta
- Titolo originale: Blanket
- Diretto da: Sylvain White
- Scritto da: Noah Hawley e Thomas Bezucha

### Trama
Danish seleziona tre uomini del Nord Dakota dal libro dei debitori dei Lyon e chiede a tutti e tre di cambiare i loro nomi in "Roy Tillman". Indira scopre il marito a letto con un'altra donna e lo caccia di casa. All'ospedale, Witt vede Roy costringere Dot a venire con lui, ma è in inferiorità numerica rispetto agli uomini di Roy e non è in grado di aiutarla. Roy riporta Dot al suo ranch e la trattiene incatenata in una stalla. Poi va al dibattito per la rielezione come sceriffo, solo per trovare gli altri tre Roy Tillman sul palco per sabotare il suo discorso. Roy esce dal dibattito, colpendo in faccia la moderatrice. Gator controlla Dot, che afferma che Linda è viva, poi, pur senza crederle, se ne va arrabbiato, ignaro che Munch si nasconde nella sua macchina. Witt vede Danish a una stazione di servizio e gli racconta la difficile situazione di Dot. Roy ritorna dal dibattito imbarazzato e infuriato; sua moglie Karen lo convince a sfogare la sua rabbia su Dot piuttosto che su di lei. Dot, tuttavia, reagisce e tenta di uccidere Roy, ma il loro combattimento viene interrotto all'arrivo di Danish al complesso. Lui si offre di sistemare l'elezione di Roy in cambio del ritorno di Dot, ma Roy lo uccide. Dot assiste al seppellimento del  corpo di Danish da parte degli uomini di Ray in una fossa sotto un mulino a vento che riecheggia un luogo nel suo sogno, e si rende conto che Roy aveva ucciso Linda e l'aveva sepolta nella stessa fossa.
- Guest star: Lukas Gage (Lars Olmstead), Rebecca Liddiard (Karen Tillman), Erik Ermantrout (Pace), Conrad Coates (Bowman).
- Ascolti USA: telespettatori 461 000 – rating 18-49 anni 0,09%[9]

## La mano inutile
- Titolo originale: The Useless Hand
- Diretto da: Thomas Bezucha
- Scritto da: Noah Hawley

### Trama
Munch porta Gator, dopo averlo rapito, in una remota baita per pesca sul ghiaccio e gli cava gli occhi come punizione per aver ucciso la sua innocente padrona di casa. Indira, ora capo della sicurezza di Lorraine, rintraccia il cellulare di Danish al ranch Tillman. Lorraine chiede il favore al presidente di inviare nel ranch l'FBI e la polizia di stato; Roy, nel frattempo, convoca la milizia di suo suocero per difendere il ranch. Dot riesce a scappare attraverso il pavimento della stalla in mezzo al caos e si intrufola in casa, riuscendo a chiamare Wayne prima di essere scoperta da Karen Tillman. Dot ha la meglio su Karen e le prende il telefono e il fucile. Mentre è fuori alla ricerca di Dot, Roy viene trovato da Munch, che lo accusa di averlo tradito e gli restituisce suo figlio Gator, ormai sfigurato. Ritenendo Gator "inutile" ora, Roy lo abbandona. Dot si nasconde nella fossa dove è stato scaricato il corpo di Danish, ma viene scoperta da tre uomini di Roy, uccisi sul momento da Munch. Quest'ultimo libera Dot e le dà una pistola prima di scomparire.
- Guest star: Rebecca Liddiard (Karen Tillman), Conrad Coates (Bowman), Jessica Pohly (Agente Meyer), Nick Gomez (Agente Joaquin), Ari Cohen (Cal Docherty).
- Ascolti USA: telespettatori 517 000 – rating 18-49 anni 0,10%[10]

## Bisquik
- Titolo originale: Bisquik
- Diretto da: Thomas Bezucha
- Scritto da: Noah Hawley

### Trama
Witt si unisce a una squadra dell'FBI per intrufolarsi nel ranch di Roy per salvare Dot. Roy litiga con suo suocero per la fuga di Dot e lo uccide; Karen ne è testimone e fugge. Roy la insegue, solo per essere affrontato da Dot, che gli spara all'addome. Prima che possa sparare di nuovo, la squadra dell'FBI arriva per recuperarla e arrestare Karen mentre Roy ferito fugge. Witt lo insegue nel sottopassaggio del ranch, ma Roy ha la meglio e lo pugnala a morte. Roy tenta di scappare attraverso un tunnel d'uscita, ma viene arrestato dall'FBI, che è stata avvisata da Gator il quale aveva utilizzato lo stesso passaggio per uscire. Dot e Gator si riconciliano prima che lei torni a casa e si riunisca con la sua famiglia. Un anno dopo gli avvenimenti, Lorraine fa visita a Roy in prigione e gli dice che sta aiutando gli altri prigionieri a ripagare i loro debiti in cambio del tormento di Roy in prigione. Munch fa una visita a sorpresa alla casa di Dot e Wayne in cerca di punizione contro Dot per averlo mutilato durante il loro primo incontro, ma Dot sfida la sua concezione del debito e gli offre un pasto se aiuterà a cucinare. Gli insegna a fare i biscotti e lui si unisce alla famiglia per cena. Racconta alla famiglia dell'esistenza maledetta che ha vissuto da quando ha consumato i peccati di un altro uomo secoli fa. Dot gli assicura che potrà essere libero consumando un pasto preparato con amore e donato gratuitamente, offrendogli un biscotto. Dopo un attimo di esitazione, Munch lo mangia e sorride catarticamente.
- Guest star: Jessica Pohly (Agente Meyer), Nick Gomez (Agente Joaquin), Rebecca Liddiard (Karen Tillman), Ari Cohen (Cal Docherty), Shane Marriott (Agente Sykes).
- Ascolti USA: telespettatori 601 000 – rating 18-49 anni 0,11%[11]